# Manila (häst)
Manila, född 1983 i Kentucky, död 28 februari 2009 i İzmit i Turkiet, var ett engelskt fullblod, mest känd för att ha segrat i Breeders' Cup Turf (1986). 2008 valdes han in i National Museum of Racing and Hall of Fame.

## Karriär
Manila var en brun hingst efter Lyphard och under Dona Ysidra (efter Le Fabuleux). Han föddes upp av Eduardo Cojuangco, Jr. och ägdes av Eduardo Cojuangco, Jr. och Bradley M. Shannon. Han tränades av LeRoy Jolley.
Manila tävlade mellan 1985 och 1987, och sprang in totalt 2 692 799 dollar på 18 starter, varav 12 segrar och 5 andraplatser. Han tog karriärens största seger i Breeders' Cup Turf (1986). Han segrade även i Lexington Handicap (1986), Cinema Handicap (1986), Turf Classic (1986), United Nations Handicap (1986, 1987), Elkhorn Stakes (1987), Turf Classic Stakes (1987) och Arlington Million (1987).

### Som avelshingst
Även om Manila var någorlunda framgångsrik som avelshingst och blev far till bland annat Bien Bien, uppnådde ingen av hans avkommor hans framgångsnivå. Han var uppstallad som avelshingst i Turkiet mellan 1999 och 2009. Han dog den 28 februari 2009 på grund av hjärtfel.